# Lacrouzette
Lacrouzette è un comune francese di 1 784 abitanti situato nel dipartimento del Tarn, nella regione dell'Occitania.

## Società

### Evoluzione demografica
Abitanti censiti